# توم ماكناب
توم ماكناب (بالإنجليزية: Tom McNab)‏ (15 يوليو 1933 بغلاسكو في المملكة المتحدة - 5 أبريل 2006) هو لاعب كرة قدم نيوزلندي في مركز نصف الجناح. شارك مع منتخب نيوزيلندا لكرة القدم. أما مع النوادي، فقد لعب مع نادي بارتيك ثيسل ونادي ريكسهام ونوتينغهام فورست ونادي ستيرلينغشير الشرقية ونادي بارو وEastern Suburbs AFC ‏ وMetro FC (New Zealand) ‏.